# Andovce
Andovce (dříve Andód, Ondod, maďarsky Andódy) jsou obec na Slovensku v Nitranském kraji, která se nachází přibližně dva kilometry západně od města Nové Zámky. Žije v nich přibližně 1 800 obyvatel, většina maďarské národnosti.

## Historie
Území obce bylo osídleno už v neolitu. Archeologické nálezy dokládají sídliště volutové kultury, maďarovské skupiny, z období Římské říše, slovansko-avarské pohřebiště, sídliště z doby Velkomoravské říše a zaniklý románský kostel s řadovým pohřebištěm. První písemná zmínka o Andovcích pochází z roku 1424, kde je uváděna jako Ondol. V následujících dokumentech se uvádí, že Andovce patřily do správy panství Beckovského hradu. V první polovině 15. století přešla obec v majetek augustiniánského kláštera v Nitře. V tureckých soupisech z roku 1570 se uvádí, že v obci v té době bylo předmětem zdanění sedmi domů (port), v nichž žilo dvacet občanů. V roce 1715 v obci žilo deset domácností, v roce 1712 měla čtrnáct domácností. V roce 1787 žilo v 66 domech 435 obyvatel a v roce 1828 žilo 542 obyvatel v 77 domech. Hlavní obživou bylo zemědělství.
Po první světové válce připadla obec na základě Trianonské mírové smlouvy Československé republice. V listopadu 1938 po Vídeňské arbitráži připadla obec Maďarsku, ale po druhé světové válce byla znovu přičleněna k ČSR. V roce 1948 došlo k poslovenštění původního názvu obce na Andovce.

## Poloha
Obec se nachází v Podunajské nížině, v jihozápadní části okresu Nové Zámky. Mezi nejbližší sídla patří Nové Zámky ležící dva kilometry na východ a Palárikovo, které leží pět kilometrů na severozápad.
Obec leží v nadmořské výšce v rozmezí 108–118 m, střed obce je ve výšce 113 m n. m. Území obce je odlesněné a leží v rovině mezi Váhem a Nitrou. Jihozápadní část je bažinatá niva a severozápadní část je tvořena nižšími terasami s písečnými přesypy.
Celková rozloha obce je 10,7783 km², z toho v roce 2020 připadalo 83 % na zemědělskou půdu. Celkové využití půdy (2020): 76 % orná půda, jedno procento vinice, dvě procenta zahrady, vodní plocha tvořila tři procenta. Sousední obce:
|        | Zemné      |            |
| Zemné  |            | Nové Zámky |
| Komoča | Nové Zámky |            |

## Pamětihodnosti
- Římskokatolický kostel svaté Rozálie postavený v roce 1741 v klasicistním stylu.[5] Jednolodní stavba s polygonálním závěrem a představěnou věží byla rozšířena v roce 1858.[9] Kostel byl v roce 1910 upraven v novogotickém stylu a původní dřevěná zvonice byla po požáru v roce 1913 postavena jako zděná. V roce 1970 byla při opravách kostela postavena nová sakristie. Další rekonstrukce proběhla v roce 2008[5] a kostel byl znovu kosekrován nitranským biskupem Viliamem Judákem.[10] Filiální kostel náleží pod římskokatolickou farnost Nové Zámky, děkanát Nové Zámky, diecéze nitranská.[11]
- Pamětní dům Grgelyho Czuczora s vlastivědným muzeem a pamětní deskou, která je kulturní památkou Slovenska.[12]

## Osobnosti
- Gergely Czuczor (1800–1866),  maďarský romantický básník, učitel, jazykovědec a benediktinský mnich

## Partnerské obce
- Nagykovácsi,  Maďarsko
- Szákszend,  Maďarsko

## Galerie

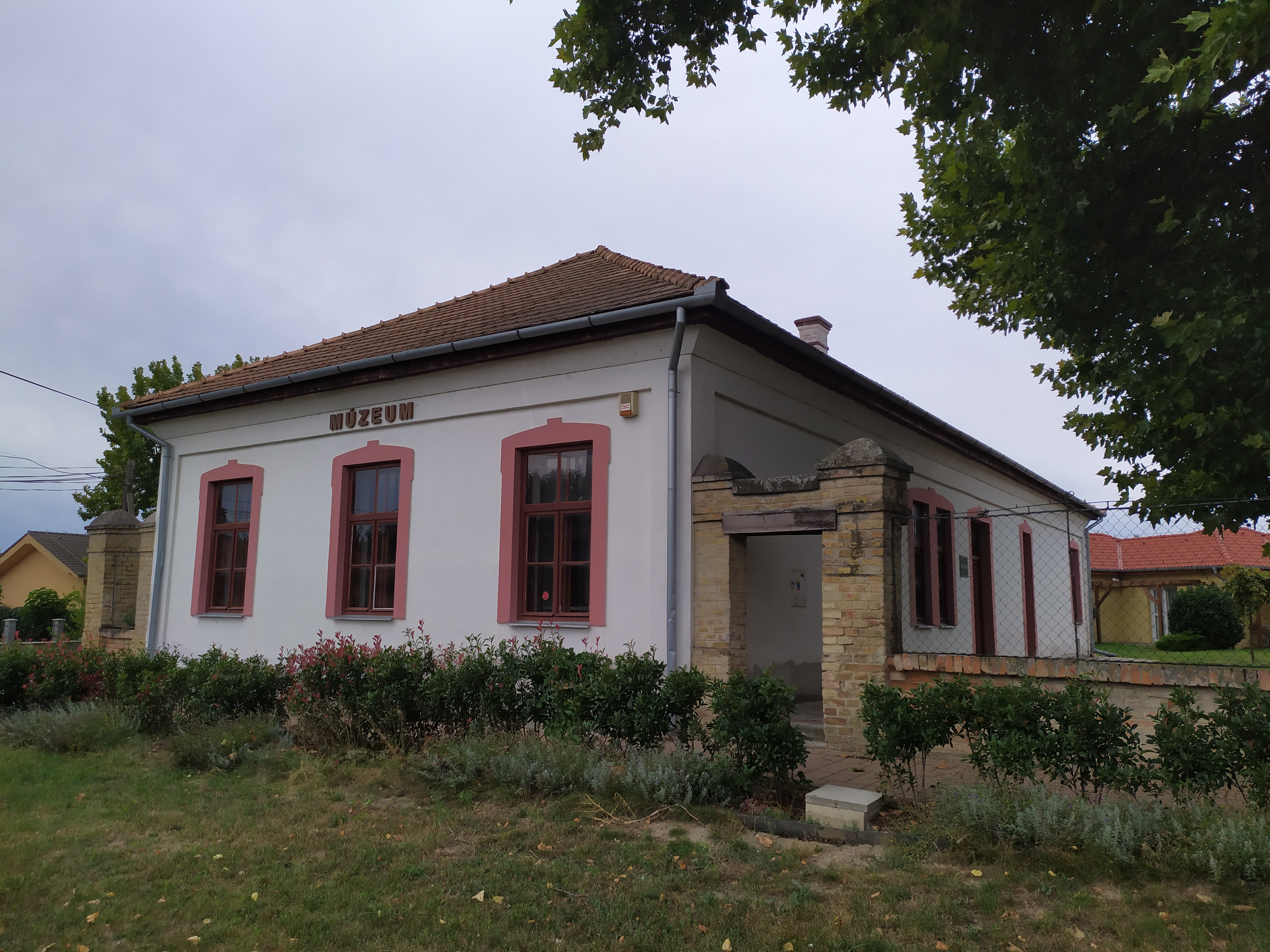
Rodný dům Gergela Czuczora
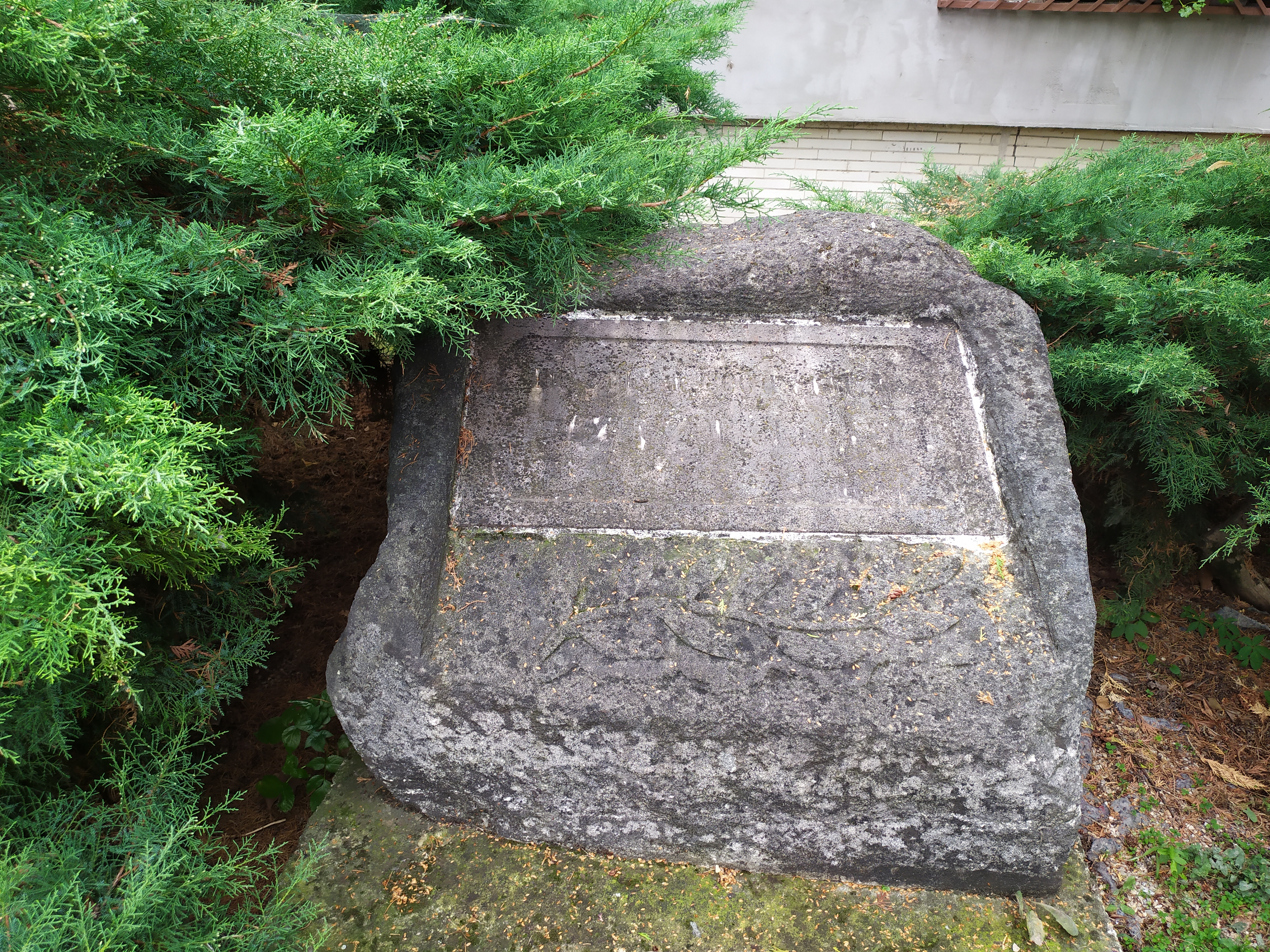
Pamětní deska Gergela Czuczora
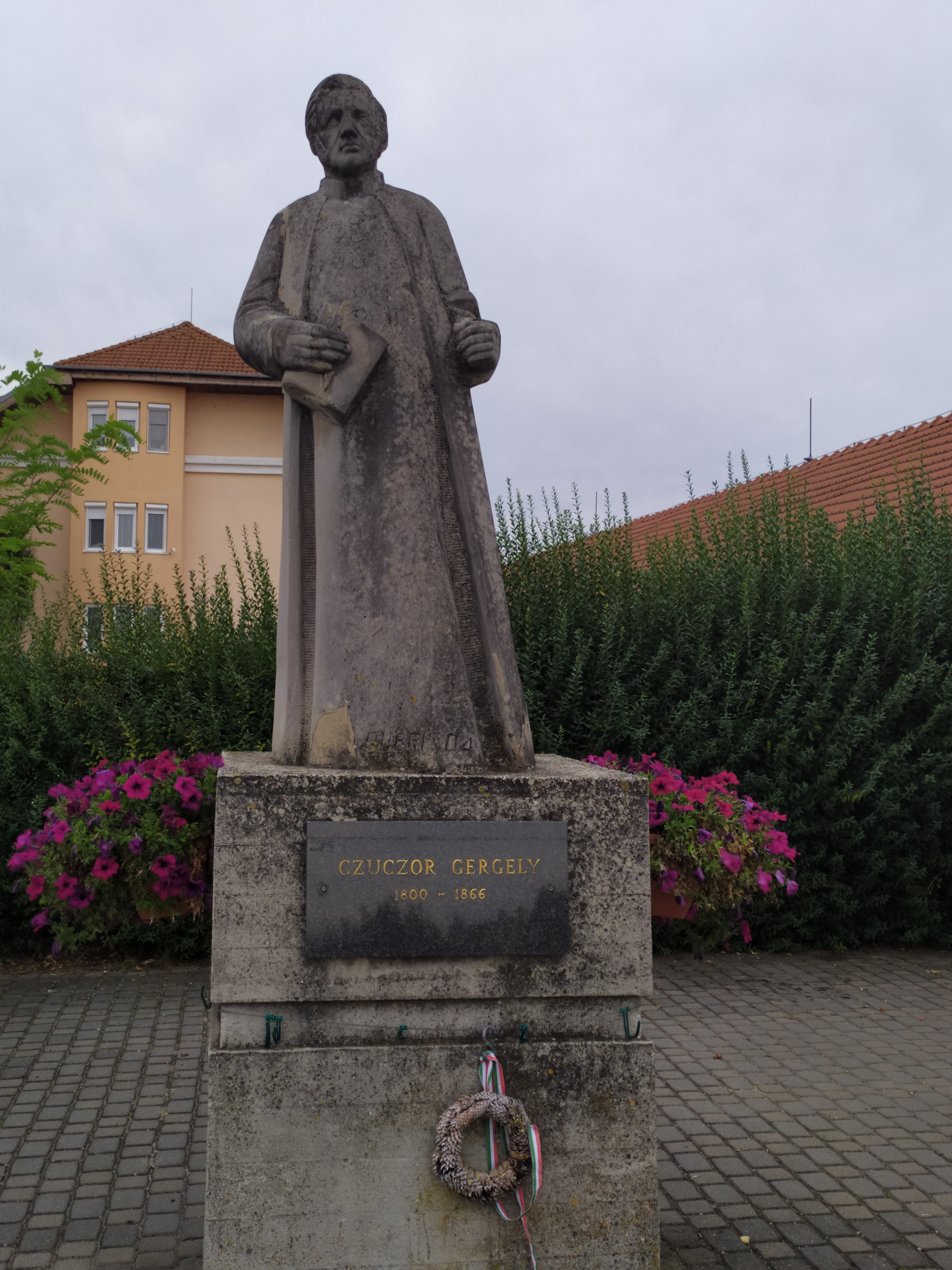
Památník Gergela Czuczora
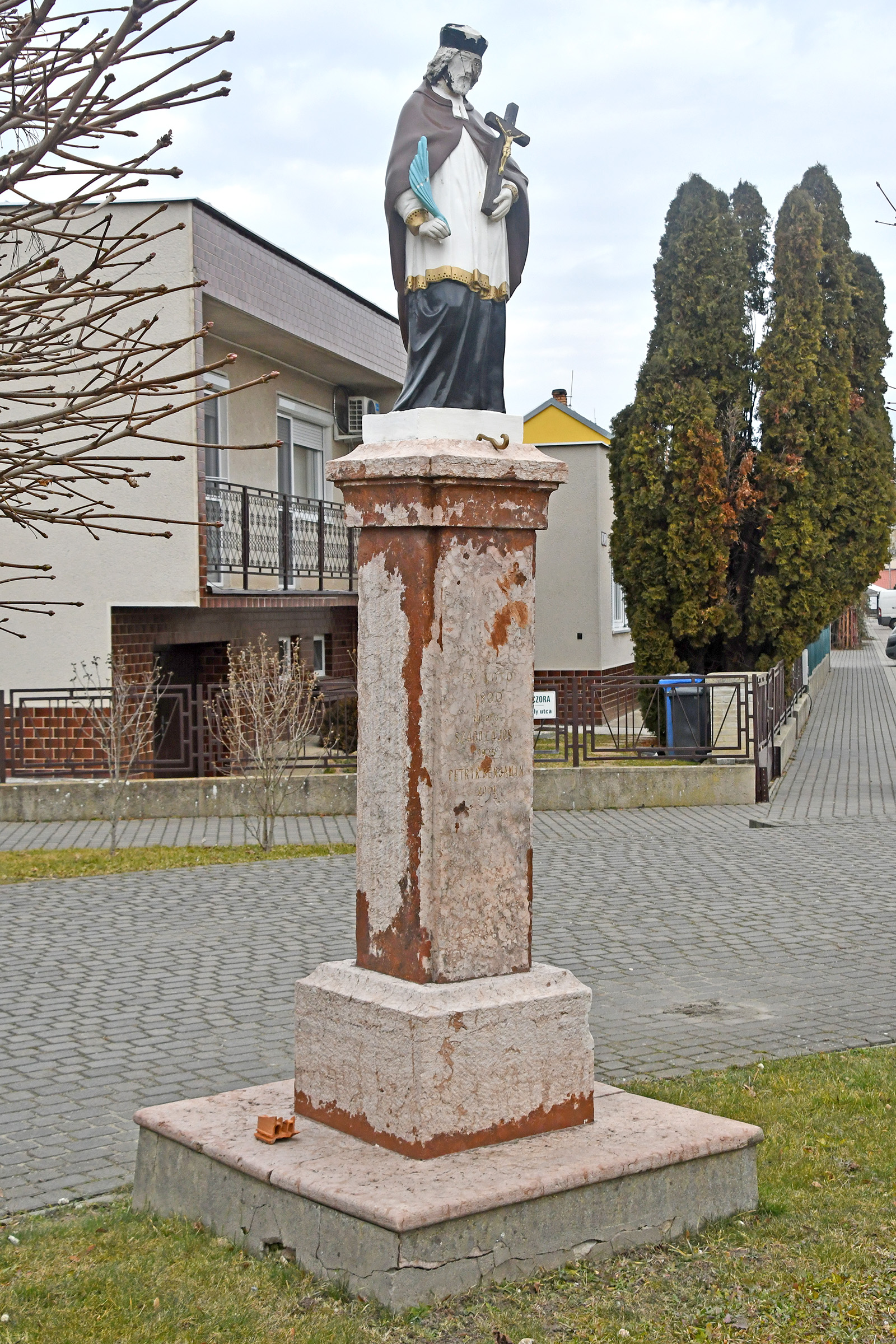
Svatý Jan Nepomucký